# トライポフォビア
トライポフォビアは、小さな穴や斑点などの集合体に対する恐怖症のことで、ギリシャ語のtrypo（punching, drilling or boring holes）とphobia（恐怖症）を掛け合わせた造語として、2005年に命名された用語である。
日本語では、集合体恐怖症と通称されることもある。なお、症状などは個人差がある。

## 概要
2013年5月出版の『精神障害の診断と統計マニュアル』第5版（DSM-5）において、認知されてはいない。集合体を見て嫌な気分になっても気にして見てしまうことも集合体恐怖症という人もいるが、それは当てはまらない。
トライポフォビアは患者の自己報告だけではなく、皮膚電位や縮瞳といった生理指標によっても診断されている。

実際に数千人規模の人が、蜂の巣などのハニカム構造の穴や蟻の巣、蓮の実といった小さな穴の集合体に対し、恐怖や嫌悪感を抱くことを訴えているという。
ColeとWilkinsの報告では、成人の約16%にトライポフォビアが認められるといい、中には日常生活を営むことが困難になるほど重症化する人もいる。
2019年9月には、iPhone 11 Proシリーズの、いわゆる｢タピオカメラ｣で発症した例が報道された。

## 研究
トライポフォビアに関する研究は2013年頃から本格化し、主な研究者としては、Arnold WilkinsとGeoff Coleが挙げられる。
当初はヒョウモンダコのような危険生物を回避するための、初期視覚情報を利用した強い感情反応と推測された。しかし、トライポフォビアを喚起する刺激は個人によって感じ方が大きく異なることから、ColeとWilkinsは2015年にトライポフォビアの個人差を測るTrypophobia Questionnaire（トライポフォビア・クエスチョネアー、TQ）を開発し、個人レベルでの分析が可能となった。TQを使用した研究により、トライポフォビアは危険生物の他にも、皮膚病の感染源を回避しようとする原初的なメカニズムが関与していることが解明されている。日本ではTQを基に日本語版のTQ-Jが作成され、研究が進められている。